# 허브부리고래
허브부리고래(Mesoplodon carlhubbsi)는 부리고래과 이빨부리고래속에 속하는 고래의 일종이다. 어류학자 허브(Carl Hubbs)가 처음 발견했을 당시에는 앤드류부리고래의 일종으로 생각했다. 그러나 신종으로 등록되면서 허브의 이름을 따서 명명하였다.

## 같이 보기
- 고래류의 종 목록